# Капраника Пренестина
Капра̀ника Пренестѝна (на италиански: Capranica Prenestina) е село и община в Централна Италия, провинция Рим, регион Лацио. Разположено е на 915 m надморска височина. Населението на общината е 375 души (към 2010 г.).